# Rewolucja młodoturecka
Rewolucja młodoturecka – przewrót wojskowy w Imperium Osmańskim zorganizowany 3 lipca 1908 przez młodoturków. Celem była modernizacja zacofanego państwa, która miała je uchronić przed interwencją mocarstw.
W wyniku rewolucji sułtan Abdülhamid II 24 lipca 1908 przywrócił liberalną konstytucję z 1876 roku, następnie – stopniowo pozbawiany władzy abdykował w kwietniu 1909. Władzę przejął Komitet Jedności i Postępu.
W wyniku tej rewolucji Austro-Węgry dokonały pełnej aneksji Bośni i Hercegowiny, czego rezultatem był powstanie Kondominium Bośni i Hercegowiny. Rewolucja ta doprowadziła również do międzynarodowego kryzysu w Europie, trwającego do 1909 roku, zwanego kryzysem bośniackim.